# Gołąbek przykry

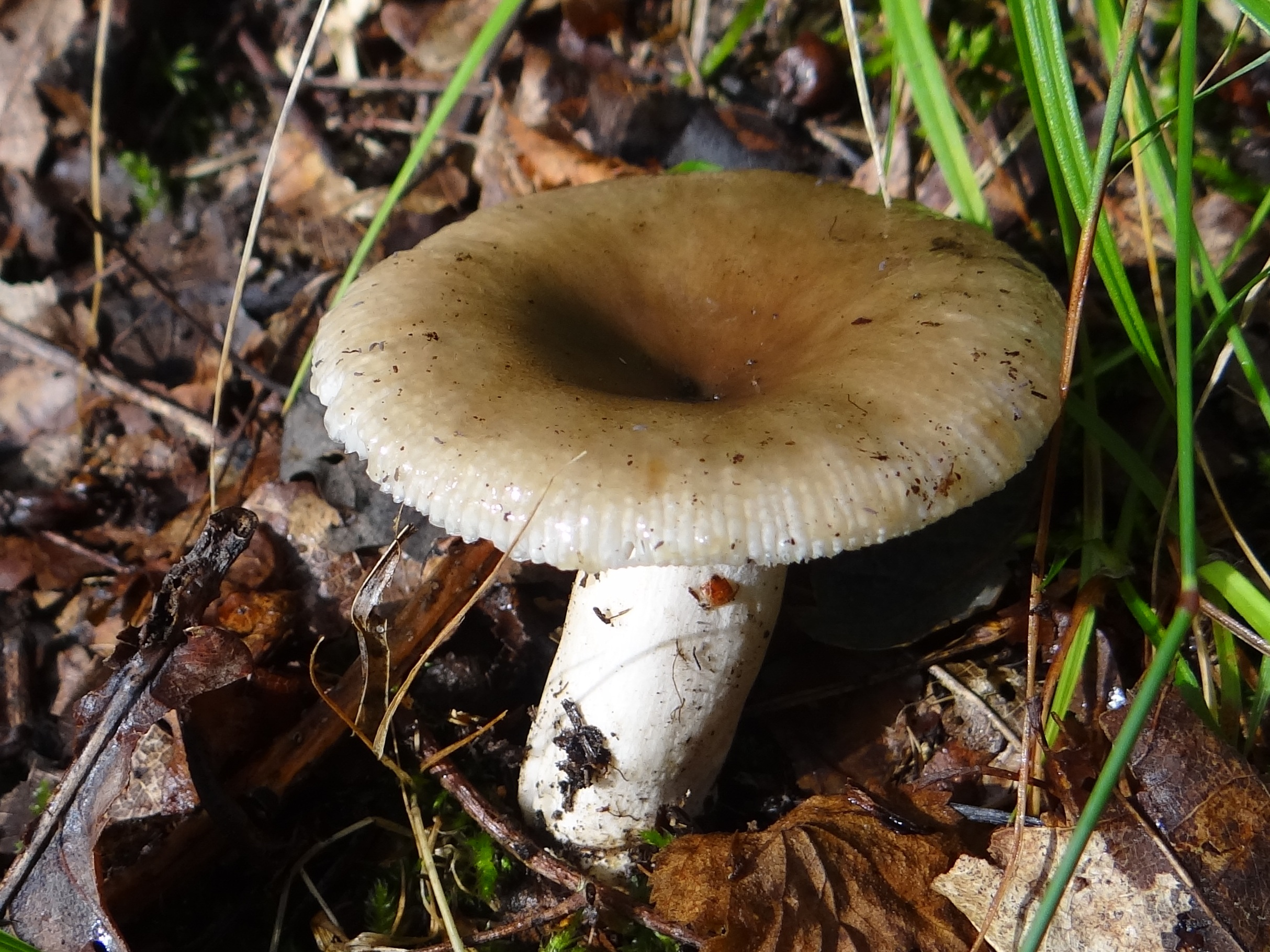

Gołąbek przykry (Russula pectinatoides Peck) – gatunek grzybów z rodziny gołąbkowatych (Russulaceae).

## Systematyka i nazewnictwo
Pozycja w klasyfikacji według Index Fungorum: Russula, Russulaceae, Russulales, Incertae sedis, Agaricomycetes, Agaricomycotina, Basidiomycota, Fungi.
Po raz pierwszy opisał go w 1907 r. Charles Horton Peck i nadana przez niego nazwa naukowa jest obowiązująca. Niektóre synonimy:
- Russula consobrina var. pectinatoides (Peck) Singer 1926
- Russula pectinata subsp. pectinatoides (Peck) Bohus & Babos 1960
- Russula pectinatoides (Peck 1907) var. pectinatoides
- Russula pectinatoides var. pseudoamoenolens Romagn. 1962
- Russula pectinatoides var. pseudoconsobrina Romagn. 1962

Alina Skirgiełło w 1991 r. opisała ten gatunek pod nazwą gołąbek podgrzebieniasty, Władysław Wojewoda w 2003 r. zaproponował nazwę gołąbek przykry.

## Morfologia
Kapelusz
Średnicy 5–9 cm. Młody płasko-wypukły, starszy wklęsły. Brzeg cienki, ostry i krótko, ale silnie karbowano-gruzełkowaty. Powierzchnia o barwie szaroochrowej, szarożółtej lub szarobrązowej. Skórka lepka i wilgotna, daje się ściągnąć do 2/3 promienia kapelusza.
Blaszki
Przyrośnięte lub wolne, łamliwe. Często rozwidlone. Są początkowo białe, później białokremowe. Czasami z rdzawymi plamami i zmarszczkami.
Trzon
Wysokość 3–6 cm, grubość 1–1,5 cm, walcowaty, dołem zwykle cieńszy. Powierzchnia gładka, biaława, u starszych okazów ochrowożółta lub rdzawobrązowa. Jest łamliwy, początkowo pełny, z czasem komorowaty i watowaty.
Miąższ
Początkowo dość jędrny, u starszych okazów łamliwy. Jest biały, tylko pod skórką szarobeżowy, a w trzonie beżowy. Ma łagodny, ale nieprzyjemny smak.
Cechy mikroskopowe
Wysyp zarodników kremowy. Zarodniki o rozmiarach 8–9 × 6–8 µm, odwrotnie jajowate. Powierzchnia pokryta dość licznymi, drobnymi i ostrymi brodawkami, które miejscami tworzą krótki grzebień. Podstawki rozmiarach 40–50 × 6–11,5 µm. Cystydy nieliczne, o rozmiarach 30–100 × 7–11 µm. Zakończone są małym kończykiem. Pod działaniem sulfowaniliny szarzeją. W skórce znajdują się nieliczne przewody mleczne.
Gatunki podobne
Jest kilka podobnych gołąbków, ale gołąbek przykry ma zespół cech pozwalających go odróżnić: gruzełkowato prążkowany i lepki kapelusz o słomkowej barwie, łagodny smak. Ostatecznie wątpliwości rozstrzyga mikroskopowa analiza wielkości zarodników i rzeźby ich powierzchni. Najbardziej podobny jest gołąbek grzebieniasty (Russula pectinata). Ma jasnożółtoochrowy kapelusz i ostry smak.

## Występowanie i siedlisko
Jest szeroko rozprzestrzeniony w Ameryce Północnej i Europie, podano jego stanowiska także w Kostaryce, Japonii i Australii. W polskim piśmiennictwie mykologicznym opisany jest na niewielu stanowiskach. Jego rozmieszczenie i rozprzestrzenienie w Polsce nie jest znane, prawdopodobnie jest rzadki. Miejscami jednak może być pospolity.
Grzyb naziemny. Występuje w lasach liściastych i iglastych, również na terenach otwartych. Pojawia się głównie od lipca do sierpnia.
Grzyb mykoryzowy. Jest niejadalny.